# Niall O'Gallagher
Niall O'Gallagher (en irlandès Niall Ó Gallchoir) és un escriptor irlandès i corresponsal polític que col·labora amb la cadena britànica BBC. Juntament amb el periodista Michael MacNeill, realitzen el programa de notícies An Là de la BBC en irlandès. O'Gallagher també va treballar a la ràdio del canal BBC Radio nan Gàidheal amb el programa Aithris na Maidne and Aithris an Fheasgair, amb temàtica política. O'Gallagher és originari d'Edimburg i va aprendre el gaèlic escocès a la Universitat de Glasgow, on s'hi va graduar amb un grau de literatura anglesa i escocesa. També va aconseguir un doctorat en literatura anglesa sobre l'obra de l'escriptor Alasdair Gray. Actualment realitza recerques amb el departament cèltic de la Universitat de Glasgow.
O'Gallagher és autor de poesia en gaèlic, on hi va debutar amb l'obra Beatha Ùr (una nova vida).